# ألكسندر ياكوفليف (مقاتل)
ألكسندر اندريفيتش ياكوفليف (مواليد 18 يوليو 1984) هو مُقاتل فنون قتالية مختلطة روسي.

## وصلات خارجية
- ألكسندر ياكوفليف (مقاتل) على موقع يو إف سي (الإنجليزية)
- ألكسندر ياكوفليف (مقاتل) على موقع شيردوغ (الإنجليزية)
- ألكسندر ياكوفليف (مقاتل) على موقع Tapology.com (الإنجليزية)